# Робусти, Доменико
Доме́нико Робу́сти (итал. Domenico Robusti), по прозванию Доме́нико Тинторе́тто (итал. Domenico Tintoretto; 27 ноября 1560, Венеция, Венецианская республика — 17 мая 1635, там же) — итальянский живописец эпохи ренессанса. Представитель венецианской школы живописи.

## Биография
Родился в Венеции 27 ноября 1560 года. Он был первым ребёнком и старшим сыном в семье известного венецианского живописца Якопо Робусти, по прозванию Тинторетто, и его супруги Фаустины, урождённой Эпископи. Около 1580 года Доменико начал работать над заказами на создание картин в мастерской отца. Ещё в 1578 году он участвовал с ним в работе над заказом мантуанского герцога Гульельмо — создании серии картин «Слава дома Гонзага», прославлявшей военные подвиги мантуанских маркграфов и герцогов. Доменико также дописывал за отцом картины, заказанные венецианскими дожами Андреа Гритти, Николо да Понте и Альвизе Мочениго. Его кисть присутствует на картинах «Битва при Заре», «Триумф Венеции — королевы морей», «Триумф дожа Николо да Понте» и «Рай».
Около 1583 года им была создана серия полотен на религиозные сюжеты: триптих на тему Страстей Христовых для францисканцев из храма Сан-Андреа-делла-Цидара, «Брак Пресвятой Девы Марии», «Изгнание Иоакима из храма» и «Поклонение волхвов» для клариссок из монастыря Санта-Мария-Маджоре. Последние две картины ныне находятся в храме Сан-Тровазо в Венеции. Некоторые написанные им полотна, приписывались кисти его отца. Это, прежде всего, многочисленные алтарные картины, например, «Бичевание Христа» и «Вознесение Христа» около 1588 года и его реплики картин Тинторетто-старшего «Крещение Христа» и «Кающаяся Магдалина». С участием отца им также были написаны портреты дожей для зала Большого Совета.
В 1585 году, вслед за отцом и дедом, Доменико Робусти стал членом братства Святого Марка, для которого им была написана картина «Видение святого Марка». В начале 1590-х годов он также стал членом братства купцов, что значительно увеличило число его заказов. Последними работами Тинторетто-младшего вместе с отцом стали картины «Мученичество святых Космы и Дамиана» и «Коронация Пресвятой Девы Марии» для бенедиктинцев из храма Сан-Джорджо-Маджоре, написанные ими в 1593—1594 году. В это же время он занимался росписью венецианских храмов.
В мае 1594 года, после смерти отца, Доменико унаследовал его мастерскую. В этот период своего творчества, помимо работ на религиозные сюжеты, он начал активно писать портреты. В 1598—1599 годах Доменико трудился при дворах в Ферраре, где им был написан портрет Маргариты Австрийской, и Мантуе, где он написал портрет мантуанского герцога Винченцо I. Заказчики остались довольны выполненными им работами. Однако в родном городе Доменико стал терять заказы. Ему удалось разработать собственный художественный язык, но заказчики хотели видеть в картинах живописца кисть его отца. Действительно, многочисленность полотен Доменико иногда отрицательно сказывалась на их качестве. Он постоянно экспериментировал с техникой рисования. Удачным примером таких экспериментов является серия эскизов «Искушений святого Антония», ныне хранящиеся в Британском музее в Лондоне. Единственный жанр, в котором он получил признание у современников, был портрет.
С ранней юности Доменико увлекался литературой. Он посещал литературные чтения в родном городе. Друзьями живописца были Лодовико Ариосто и Торквато Тассо. Поэма последнего «Освобождённый Иерусалим» вдохновила его на создание картины «Смерти Клоринды», ныне хранящейся в Музее изящных искусств в Хьюстоне. Он также дружил с поэтами Гвидо Казони и Челио Маньо.
В последние годы Доменико работал над серией из десяти картин из жизни апостола Иоанна Евангелиста для братства этого святого в Венеции. Художник не был женат и не оставил потомков. Перенеся инсульт, он умер 17 мая 1635 года в родном городе. Своими наследниками Доменико указал младших братьев и помощника Себастьяна Кассера. Похоронили Тинторетто-младшего в семейной усыпальнице в храме Мадонны-дел-Орто, рядом с отцом и дедом.